# Trollsjön (Snöstorps socken, Halland)
Trollsjön eller Lyngasjön, är en sjö i Halmstads kommun i Halland och ingår i Nissans huvudavrinningsområde.